# Пий XII и СССР

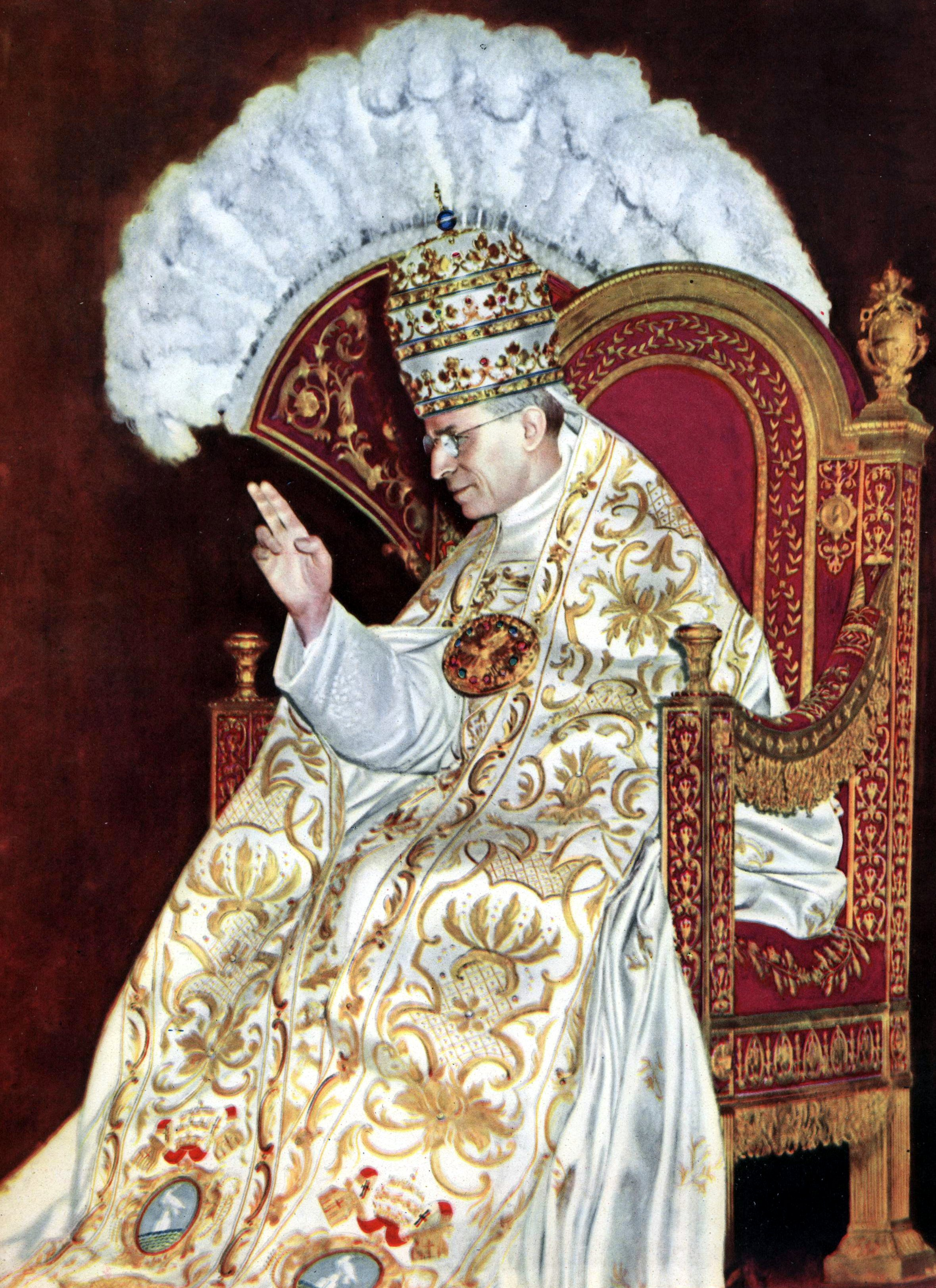
Пий XII. Папская коронация 1939 года

Внешнеполитические взаимодействия 260-го Папы Римского Пия XII и Советского Союза в 1939 — 1958 годах сформировали систему отношений Святого Престола с СССР, Русской Православной Церковью и Объединенной Восточной церковью, и заложили фундамент современных отношений между Ватиканом и Россией. Дипломатическая деятельность Ватикана этого периода совпала с религиозными гонениями внутри Советского Союза во время эпохи сталинизма, попытками советских коммунистов искоренить в своей стране все виды религиозных учений, началом Второй мировой войны, а также территориально-политической экспансии СССР в конце 1930-х годов, ставшей причиной ущемления прав католического населения Польши и Украины.

## Советско-ватиканские отношения перед понтификатом Пия XII
Отношения Ватикана с СССР этого периода являются ключевым элементом темы религиозных гонений против Католиков и антирелигиозной пропаганды в Советском Союзе. Хотя нужно подчеркнуть, что не менее жуткими оказались для католической церкви результаты параллельных гонений на христиан в революционном Китае.
После Октябрьской революции, отношения между молодым Советским государством и Святым Престолом значительно ухудшились, хотя обе стороны иногда пытались проявить определенную гибкость для их улучшений. Однако 23 января 1918 года Советское правительство объявило об отделении церкви от государства, издав соответствующий декрет. В это же время началось постепенное упразднение католических институтов в Советской России и конфискация имущества римско-католической церкви. Открытая ответная реакция со стороны Святого Престола последовала не сразу. Два года спустя, в 1920 году, папа Бенедикт XV выпустил энциклику Bonum Sana, в которой он подвергнул жесточайшей критике, как философию, так и практическую сторону коммунизма. Папа Пий XI, в принципе, сохранил преемственность политики своего предшественника, что подтверждается некоторыми его высказываниями и энцикликами Miserantissimus Redemptor, Caritate Christi, а также Divini Redemptoris.

## Хронология отношений

### Военные годы: 1939—1945 гг

Территориально-политическая экспансия СССР в Восточной Европе и разделение сфер влияния с Третьим Рейхом в 1939—1940 гг.

Пий XII, вступивший на Святой Престол, натолкнулся на массу сложнейших проблем в отношениях с Советским Союзом, которые ему предстояло решить. На протяжении 1930-х годов его предшественники публично протестовали против политики большевиков и жестко критиковали её в своих трудах. Это, тем не менее, не остановило коммунистов, продолжавших погром христианских церквей в СССР, как общественных институтов, являющихся враждебными по отношению к марксизму-ленинизму. Гонения на приверженцев католичества были лишь частью всеобъемлющей политики искоренения религии в СССР. Сама проблема начинала становиться все больше. Свидетельством этого является то, что в 1940 году после того, как Германия поглотила западную часть Польши, СССР включил в свой состав восточную часть Польши, а также прибалтийские государства, среди которых была и преимущественно католическая Литва. Результатом территориальных приобретений стали также репрессии верующих и в этих новых регионах страны. Почти в это же время сильным ударам подверглась Объединенная Католическая Церковь Армении и Украины, а также Русинская грекокатолическая церковь. Несмотря на то, что большинство восточных церквей входило в сферу влияния РПЦ, некоторые более мелкие, например, Католическая Церковь Армении, Украинская грекокатолическая Церковь и Русинская грекокатолическая церковь были тесно связаны с Римом, который давал им возможность сохранять свои католические традиции и церковные законы.
На протяжении Второй мировой войны, Пий XII придерживался политики нейтралитета, которая также отказывалась и от критики в адрес СССР. Несмотря на многие слухи, Пий XII никогда не призывал развязывать войну против коммунизма, как и не хотел он продолжения этой самой войны в Советском Союзе. В своем письме русскому народу, Sacro Vergente, он писал, что несмотря на то, что происходят гонения на католическую церковь даже в период войны, он не произнес бы и слова лжи. Несмотря на растущее давление со стороны нацистов, он упорно отказывался считать войну, развязанную нацистской Германией против СССР, чем-то нормальным.
Спасая жизни при любой гипотетической возможности, особенно в оккупированной советами и нацистами Польше, он, однако, не протестовал против массовых убийств и депортаций, которые устроила антигитлеровская коалиция в Восточной Европе.

### Крах католицизма в России после окончания войны

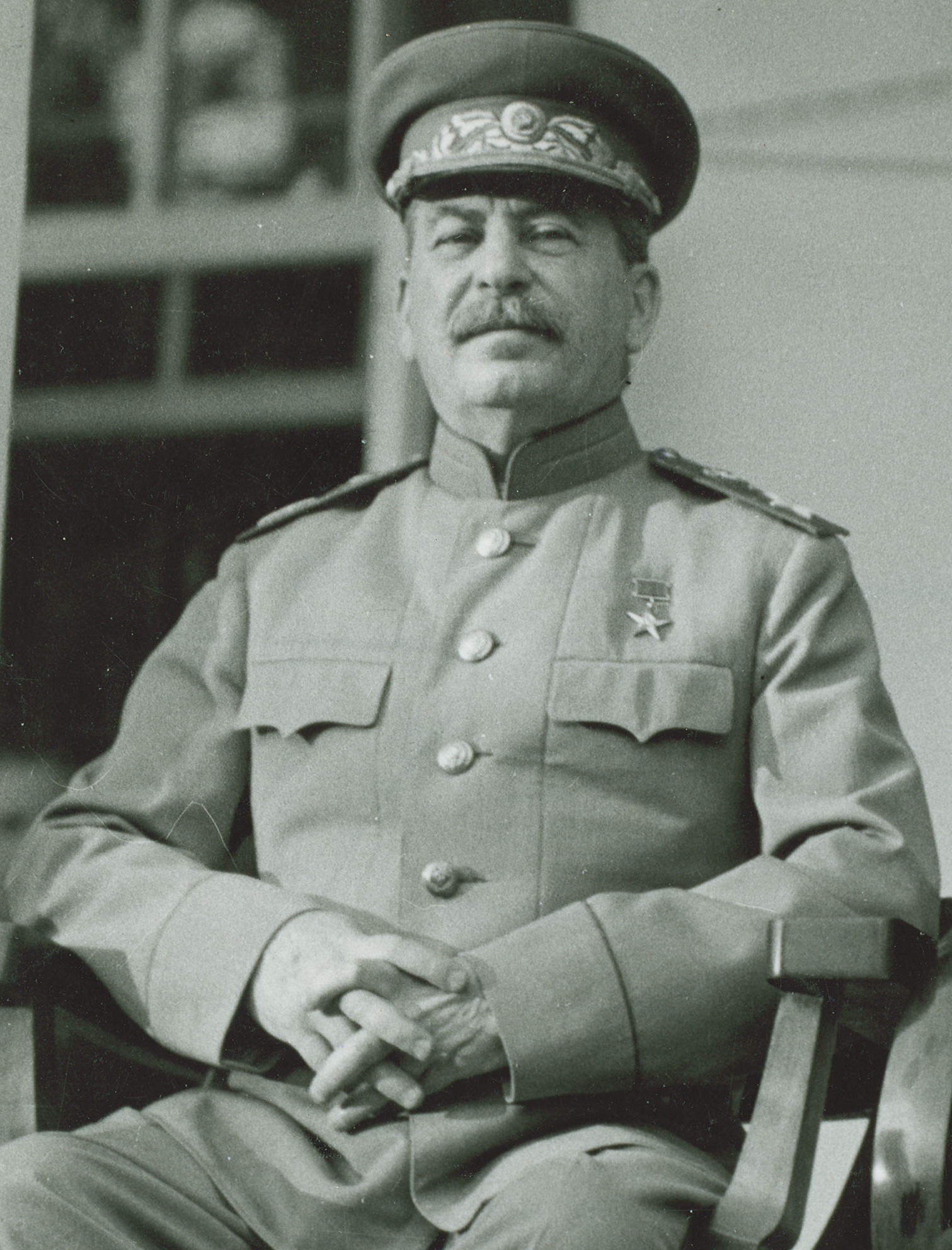
И. В. Сталин

После войны, правительство Иосифа Сталина даровало определенную степень свободы Русской Православной Церкви. Но эти меры не коснулись Восточной Православной Церкви, которая была тесно связана с Римом. Лидеры Восточной Православной Церкви натолкнулись на сильное давление, означавшее огромное желание Москвы заставить ВПЦ порвать связь со Святым Престолом и объединиться с РПЦ. Поэтому Пий XII поддерживал особо тесные связи с Рутенийской Католической Церковью, которая находилась на Украине. Местное население включало широкую диаспору русинов, которые являлись родственным украинцам народом и говорили на диалекте украинского языка. Изначально, территория проживания русинов составлял северо-восток Словакии и область Лемко на юго-востоке Польши. До 1922 года эта территория, в основном, была включена в состав Австро-Венгрии. После её распада, эти земли стали Польскими, что вызвало быструю полонизацию и латинизацию этих территорий. Эти и другие проблемы (гонения) постепенно начали становиться весьма важными, как для местного православного населения, так и вообще для всех христиан. Многие русины, пытаясь сопротивляться процессу полонизации в период понтификата Пия XII, почувствовали себя брошенными Святым Престолом на произвол судьбы и вернулись в Русскую Православную Церковь.
После 1945 года и победы в войне, на этих территориях властями распространялись идеи о том, что все связи с Римом являлись лишь частью польского заговора с целью поглотить местное население и разрушить Восточную Украинскую грекокатолическую церковь, ведь как и православное духовенство объединенной цереви, так и все верующие этой церкви страдали под гнетом Польских епископов, «латинского влияния» и полонизации. И при вступлении РККА на эту территорию все дальнейшие связи с Римом были разорваны окончательно.
Новый русский Патриарх Алексий I призывал все католическое население Советского Союза к сепаратизму от Святого Престола:

<…> Освободитесь же! Вы должны разломать сковывающие вас ватиканские цепи, которые погрузили вас в пропасть ошибок, тьмы и духовного разложения. Торопитесь же и возвращайтесь к вашей истинной матери — Русской Православной Церкви!

Пий XII, в свою очередь, ответил на это следующим образом:

Кто же не знает, что патриарх Алексий, избранный кучкой инакомыслящих русских епископов, в открытую возвышает и поощряет отделение от католической церкви в своем письме, адресованном Русинской грекокатолической церкви, в письме, которое внесло немалый вклад в гонения на верующих, не так ли?…

Пий XII никогда не разделял оптимизма, относящегося к советскому руководству, который жил в Рузвельте. Он не питал иллюзий по тому поводу, что Сталин, якобы когда-то сможет изменить советскую политику по отношению к свободе религиозного вероисповедания и толерантности. Пий XII в также крайне сомневался в том, что в СССР будут полностью соблюдаться все права и свободы человека прописанные новоиспеченной ООН. Труд Пия XII Orientales Omnes как раз касался результатов деятельности ООН и её резолюций. В нем говорилось о мире толерантности, в котором были бы гарантированы права каждого человека на свободу вероисповедания. Папа развивает эту тему следующим образом:

«Они <…резолюции ООН> дало нам надежду на то, что мир во всем мире, а также настоящая свобода будут гарантированы любому последователю Католической Церкви, а может нечто большее. Нужно сказать о том, чему всегда учила Церковь и учит до сих пор: повиновение законным указаниям, установленным при помощи гражданской силы в сфере и границах своего влияния, является долгом совести. Но, к несчастью, события о которых мы говорили очень сильной ослабили и даже почти уничтожили нашу веру и надежду на это, ибо русинские земли все ещё в беде…»

Папа знал не только о попытках отделить Объединенные Церкви от Рима. Он был также осведомлен о том, что через несколько месяцев после его энциклики Orientales Omnes, все католические епископы Украинской церкви были арестованы, включая Иосифа Слипого, Грегория Чемыхина, Ивана Лаевского, Николая Карнецкого и Иософата Коцыловского. Некоторые, например епископ Никита Будка, исчезли в Сибири. Оказавшись под сталинскими показательными судебными процессами, многие получили большие сроки тюремного заключения. Оставшиеся лидеры церковной иерархии, главы семинарий и Епископских отделений были арестованы между 1945 год-1946 годами. 1 июля 1945 года почти около 300 священников Объединенной Церкви отправили своё послание Молотову. Они протестовали против арестов епископов и большей части католического духовенства. Тем не менее, Ватикан уже лишился своего лидерства в этом регионе, результатом чего стало «спонтанное» движение русинов за отделение от Рима и единение их с Русской Православной Церковью. За этим последовала очередная волна арестов католических священников. В Лемко, в 1945 году, около 500 священников были заключены в Гиован или отправлены в ГУЛаг, официально по «неизвестным политическим причинам».
Публичное присутствие Католической церкви в России было уничтожено. Церковные ценности были конфискованы и экспроприированы; церкви, монастыри и семинарии медленно, но верно закрывали и сворачивали. В результате, после окончания боевых действий в СССР, а также ареста остатков католического духовенства в лице епископов и апостольских администраторов 6 марта 1946 года, Объединенные Католические Церкви были интегрированы в одну, которая вошла в состав Московского Патриархата. Католическая Церковь Украины также была ликвидирована и все её основные функции перешли в руки Православной Церкви Московского Патриархата.

### Постсталинский период (1953—1958 гг.)

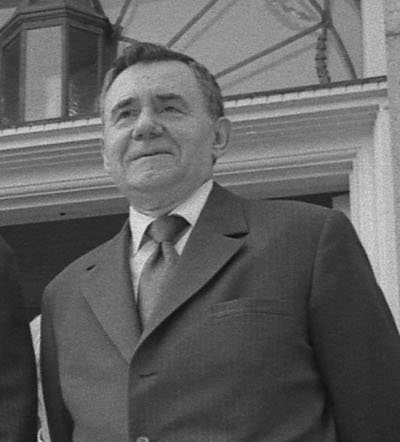
А. Громыко, министр иностранных дел СССР

После смерти Иосифа Сталина в 1953 году, «мирное сосуществование» обеих церквей стало предметом многих обсуждений. В своем Рождественском Послании от 1954 года, Пий XII обозначил возможности и условия мирного сосуществования. Он подчеркнул стремление Ватикана к взаимодействию между двумя церквями при любой возможности во имя интересов верующих. Очень медленный процесс десталинизации и волнения в социалистическом лагере мешали положительным изменениям в отношениях СССР и Ватикана, хотя после 1956 года некоторые религиозные послабления произошли в Польше и Югославии.
В январе 1958 года, Министр иностранных дел СССР Андрей Громыко заявил, что официальная Москва желает установить дипломатические связи с Ватиканом, в виду взглядов папы Пия XII на мир во всем мире, использование атомной энергии для мирных целей, что, по его словам, соответствовало также стремлениям СССР и политике Кремля. Ватикан так и не ответил ничего на это заявление официально, а все неофициальные документы, касающиеся контактов с СССР во время понтификата Пия XII не будут рассекречены Архивом Ватикана впредь до 2028 года.

## Общее отношение Пия XII к России
Два месяца спустя после своего избрания, 12 мая 1939 года, Пий XII в своем апостолическом письме Singolari Animi к Конгрерации Восточной Церкви в очередной раз сообщил о гонениях на католическую церковь в Советском Союзе. Три недели спустя, при почтении памяти Святого Владимира в честь 950-летия его крещения, он приветствовал русинских священников и епископов, а также представителей русской диаспоры в Риме, после чего совершил молитву за всех тех, «кто страдает в России и рыдает горькими слезами, ожидая прихода Господня».
Энциклика Orientales Omnes являвется также своеобразным описанием отношений между Римом и объединенными восточными церквями до репрессий 1945 года. Папа Пий XII в энциклике представляет целостный исторический обзор воссоединения церквей. Он говорит о множестве испытаний и гонений, который пережил народ, но также и о том, что же дало верующим Украины это воссоединение.
Энциклика Sacro Vergente, в принципе, повторяет эту историю со взглядами на отношения Ватикана и России в целом. Пий XII снова отвергает идеологию коммунизма, но не самих коммунистов, ибо он подчеркивает, что церковь всегда рада наставить на истинный путь «всех, кто заблуждается». В колледже святого Иосафата Пий XII читал лекцию о том, какие ужасные изменения произошли в России всего лишь за 20 лет: епископов сажают в тюрьмы и концентрационные лагеря, их изгоняют из собственных домой, убивают в тюрьмах, только по одной причине — они верны Святому Престолу.
Энциклика Orientales Ecclesias рассматривает попытки Ватикана улучшить отношения с восточными церквями. Пий XII упоминает в этой энциклике и имя первого кардинала восточной церкви, Григория-Петра XV Агаджаняна, а также реформу восточного канонического права, как примеры деятельности Ватикана. Тем не менее, заявлял Пий XII, самые процветающие христианские объединения были буквально стерты с лица земли в наши дни. Пий XII не называет конкретных деталей, кроме одной — он указывает на то, что многие духовные деятели на территории СССР были депортированы в неизвестные места, концентрационные лагеря или тюрьмы, хотя некоторые из них оказались под домашним арестом.
В качестве примера, Папа Римский приводит болгарского епископа Босилкова, который был беспричинно казнен, как и многие другие из-за религиозного фактора. Пий XII подчеркивал, что это не единственный случай и заявлял, что многих верующих лишают самых основных человеческих и естественных прав, дискриминируя всеми возможными путями, а также приводил в пример несоизмеримые страдания украинских верующих. Примером этой дискриминации, пишет Пий XII, является показательный судебный процесс над епископами Восточной церкви в Киеве. По его мнению, христианская вера создает лучших граждан, которые используют данную им Богом свободу для блага общества и дальнейшего стремления к справедливости и единству. В заключении Пий XII обратился к мировой общественности с просьбой молиться за тех, кто подвергается гонениям в России, а также подчеркнул, что он очень надеется на то, что двери тюрьм в этих странах распахнутся, а кандалы перестанут сковывать верующих.
Также существует письмо епископам Восточной церкви, Novimus Nos, которое просит сохранять их веру, силу и надежду. Пий XII выражает в нем также все своё желание к объединению Восточных церквей и единой Западной, а также утешает тех, кто страдает в тюрьмах или неизведанных местах из-за своей веры и преданности Святому Престолу. В Fulgens Corona, посвященному 100-летию догмы о Непорочном зачатии девы Марии, Папа напоминает всему миру о страданиях и репрессиях в Советском Союзе, а также посвящает её особой защите девы Марии, которую неимоверно почитают огромные множества русских людей.
- - 1. Singulari Animi, Апостолическое письмо, 12 мая 1939 года, AAS 1939, 258
  - 2. 950-летие со дня крещения Св. Владимира, Discorsi 1939, 163
  - 3. Orientales Omnes, Энциклика, AAS 1946, 33
  - 4. Sempiternus Rex, Энциклика, 8 сентября 1951 года, AAS 1951, 624
  - 5. Sacro Vergente, Апостолическое письмо, 7 июля 1952 года, AAS 1952, 505
  - 6. Речь в колледже св. Иосафата, 15 декабря 1952 года, AAS 1952, 876
  - 7. Orientales Ecclesias, Энциклика, 15 декабря 1952 года, AAS 1953, 5
  - 8. Novimus Nos, Апостолическое письмо, January 20, 1956, AAS 1956, 260
  - 9. Fulgens Corona, Энциклика, 8 сентября 1954 года, AAS 1954, 577

## Операция 12-е место

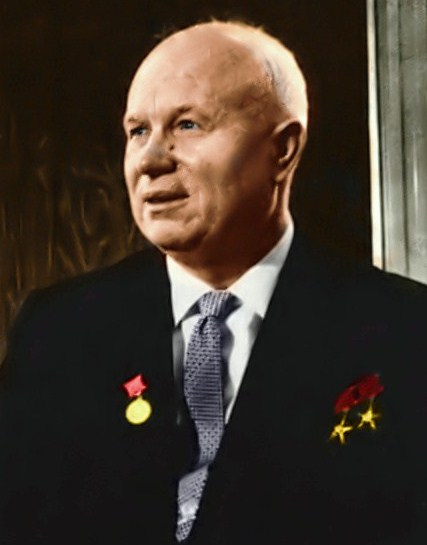
Н. С. Хрущев

Операция 12-е место — якобы существовавшая кампания коммунистической пропаганды по «очернению» папы Пия XII для моральной дискредитации Ватикана, в виду чрезвычайного повышения его антикоммунистической деятельности. В феврале 1960 года, Первый секретарь ЦК КПСС, Никита Сергеевич Хрущёв якобы утвердил секретный план по уничтожению международного престижа Ватикана в Восточной Европе при помощи дезинформационной кампании для прекращения антикоммунистической политики Святого Престола. Одной из главных мишеней этого плана являлся также и папа Пий XII Девизом этого плана стало следующее высказывание — «Мертвые не защищаются», поскольку Пий XII скончался в 1958 году.
Об этом «совершенно секретном плане» миру поведал генерал Ион Михай Пачепа, возглавлявший ведомство Румынской внешней разведки до 1978 года, когда бежал из своей страны в США в июле. Он сообщает о том, что генерал Иван Агаянц, глава дезинформационного отдела КГБ, начал разработку идей для кампании по очернению папы, в которых последнего изобразили как человека, который поддерживал нацистскую Германию. Такие подделанные документы якобы попали в руки немецкого драматурга Рольфа Хоххута, и тот написав свою пьесу «Заместитель» (не без помощи КГБ, по утверждениям генерала), также изобразил Папу как безразличного к уничтожению людей в Холокосте, сочувствующего нацизму и его преступлениям.
Постановщик пьесы Эрвин Пискатор, основатель Пролетарского театра в Берлине, был ярым коммунистом, давно установившим связи с СССР ещё во время Второй мировой войны. Дебют пьесы состоялся в Восточном Берлине, Свободном народнм театре. Позже пьеса начала активно появляться в странах социалистического лагеря, после коммунисты чего её пустили в свободное плавание по всему миру, таким образом «выполнив» план, поскольку она произвела не очень приятные впечатления на представителей еврейских общественных организаций.
Тем не менее, существование данного плана ставится под сомнение, поскольку Петер Гупмель, историк и сторонник церковного прославления Пия XII, заявил, что хотя «русские и пытались дискредитировать Пия XII», нет никаких доказательств того, что какие-либо из ватиканских документов были подделаны. Он также подчеркнул, что в те времена, о которых говорит Пачепа, все документы хранились в архивах Государственного секретариата Ватикана, а не в Секретных архивах Ватикана, как утверждает румынский шпион; помимо того, генерал, якобы руководивший агентами КГБ в Ватикане, по словам коллег вообще находился в то время в Бухаресте. Также следует отметить крайнюю однобокость всех иных трудов генерала, в которых он приписывает КГБ практически все совершавшиеся в мире теракты, в том числе деятельность RAF и исламистский терроризм, обеспечение террористической деятельности ООП и создание термина палестинский народ, планы множества убийств, в том числе президента Кеннеди, распространение оружия массового поражения по всему миру и так далее.